# Гальовиці
Гальовиці (пол. Galowice, нім. Gallowitz) — село в Польщі, у гміні Журавіна Вроцлавського повіту Нижньосілезького воєводства.
Населення — 288 осіб (2011).
У 1975-1998 роках село належало до Вроцлавського воєводства.

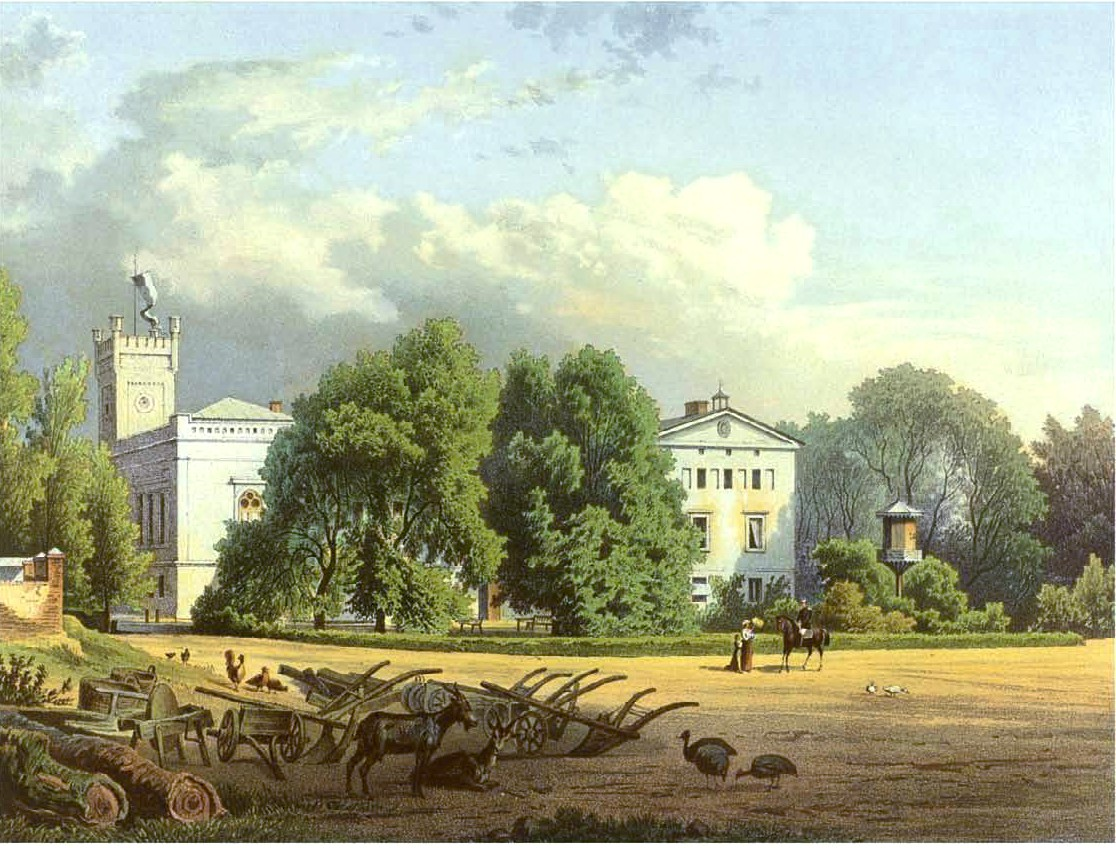
Palace Gallowitz, Alexander Duncker

## Демографія
Демографічна структура станом на 31 березня 2011 року:
|          | Загалом | Допрацездатний вік | Працездатний вік | Постпрацездатний вік |
| -------- | ------- | ------------------ | ---------------- | -------------------- |
| Чоловіки | 139     | 29                 | 101              | 9                    |
| Жінки    | 149     | 33                 | 90               | 26                   |
| Разом    | 288     | 62                 | 191              | 35                   |